# 海亞辛勒·馮·史特拉什維奇
海亞辛勒·馮·史特拉什維奇（德語：Hyazinth Graf Strachwitz，也被稱為，1893年7月30日-1968年4月25日）是二戰期間一位有貴族血統的德國國防軍軍官。他獲得了鑽石橡葉帶劍騎士鐵十字勳章。
史特拉什維奇於1893年出生在他位於西里西亞的家族莊園中。他曾在普魯士多所軍事學院接受教育，並參加過第一次世界大戰。1914年10月被法國軍隊俘虜。1918年戰後返回德國。他加入了自由軍團，並與柏林的斯巴達克同盟起義和西里西亞的西里西亞起義作鬥爭。在1920年代中期，他從父親手中接管了家族財產，並成為了納粹黨和一般黨衛隊的成員。
史特拉什維奇參加了1939年的波蘭戰役和1940年的法國戰役。他被調到第16裝甲師參加了入侵南斯拉夫和德國入侵蘇聯的巴巴羅薩行動。他在1942年夏天的卡拉奇戰役中獲得了橡樹葉鐵十字騎士十字勳章。他在第三次哈爾科夫戰役中的表現獲得了騎士十字勳章。然後他參加了庫爾斯克戰役和德軍撤退到第聶伯河的戰鬥。在1944年初的納爾瓦戰役中指揮一個戰鬥群，他於當年4月15日被授予騎士十字勳章。1945年向美軍投降，1947年獲釋。史特拉什維奇於1968年逝世，以全軍榮譽安葬。